# 施皮茨附近埃希

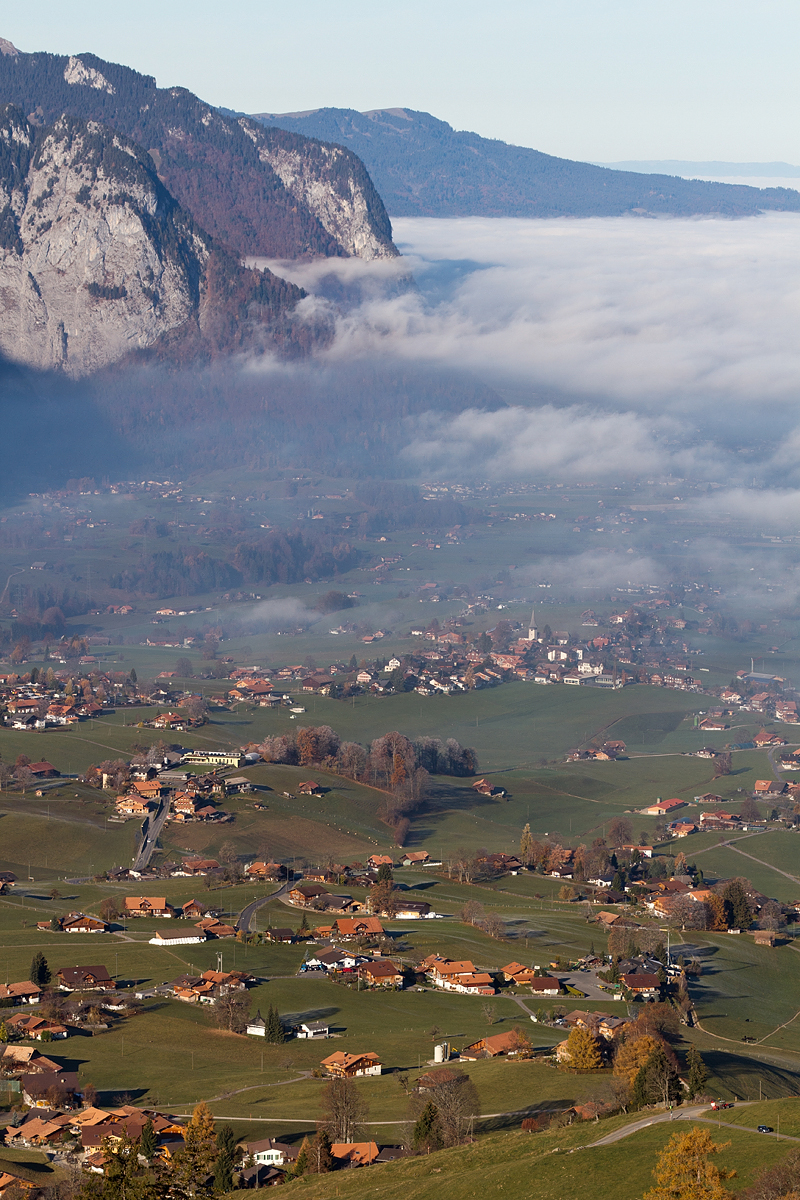

埃希贝施皮茨（德語：Aeschi bei Spiez）是瑞士的城鎮，位於該國中部，由伯恩州負責管轄，面積30.99平方公里，海拔高度860米，2011年人口2,069，七成半人口信奉基督教，人口密度每平方公里67人。